# Lippia alba
Lippia alba es una especie perteneciente a la familia de las verbenáceas, nativa del sur de Texas en los Estados Unidos, México, el Caribe, América central, y América del Sur. 

## Descripción
Es un arbusto muy ramificado, con una altura de hasta 1,5 m. Sus hojas miden aproximadamente de 1 a 7 cm de largo  y 0,9 a 4,5 cm de ancho , siendo opuestas o en tríos. Las flores poseen tonos blanco, rosa, o corolas azul-purpúreas formando Inflorescencias de 2 cm de longitud.

## Importancia económica y cultural
Esta especie es ampliamente cultivada como planta ornamental por su follaje aromático y hermosas flores. La composición de su aceite esencial es única en cada planta, pero puede incluir piperitona, geranial, neral, cariofileno, alcanfor, eucaliptol, limoneno, carvona, germacreno, α-guaieno, β-ocimeno, linalool, o mirceno. Sus hojas son usadas para condimentar las comidas, como la salsa de mole de Oaxaca, México.  La planta se usa medicinalmente por sus propiedades somáticas, sedativas, antidepresivas y analgésicas.

## Nombres comunes
Entre sus nombres comunes se encuentran Toronjil, salvia del Brasil, pitiona, candó, lipia arbustiva, cidrón, juanilama, hierba negra, pitiona, citrona, Santa Maria, pronto alivio y salvia morada en Argentina. En Perú se le llama pampa orégano.